# Ahmed ibn Muhieddine
Ahmed ibn Muhieddine (en arabe : أحمد إبن محي الدين), de son nom complet Ahmed ibn muhieddine ibn Moustafa El Hassani al-Ghrissi El Djezairi (décembre 1833 - 23 juillet 1902) est un juriste malikite et soufi qadirite algérien du XIXe siècle, qui vécut la majeure partie de sa vie au Machrek, en Syrie. Né à El Guettana, dans la région de l'Oranie, en Algérie, il est le plus jeune frère de l’émir Abdelkader. Il y grandit, apprit le Coran par cœur, puis s’installa à Damas en 1856 pour poursuivre ses études auprès des savants locaux. Il enseigna dans sa demeure ainsi qu’à la mosquée al-Anābī (située au quartier Bâb Srija à Damas), se consacra à la jurisprudence, à l’enseignement et à l’écriture, rédigeant notamment une biographie de son frère. Porté vers le soufisme, il suivit la voie qadirite. Il mourut à Damas et fut inhumé au cimetière de Bab al-Saghir.

## Ascendance
Il est Ahmed ibn muhieddine ibn Moustafa El Hassani al-Ghrissi El Djezairi, le plus jeune frère de l'émir Abdelkader. Son père, Muhieddine, était un maître de la confrérie Qadiriyya, et sa mère, Zahra, la fille du cheikh Sidi Bou Douma, chef de la zaouïa de Hammam Bou Hadjar. Sa lignée, reprise de celle de son frère, remonte à Idrîs Ier et à Ali ibn Abi Talib,,.

## Biographie
Né en décembre 1833 (Sha‘bân 1249 H) à El Guettana (Oranie), il fut élevé par son frère Mohamed Saïd après le décès de leur père, et apprit le Coran. Il étudia ensuite auprès de son frère et du sayyid al-Murtadâ, suivit des cours de théologie auprès de l’émir Abdelkader et de jurisprudence auprès de Mohamed ben Abdallah al-Khâlidi,,.
Après avoir été assigné à résidence à Annaba pendant cinq ans, il rejoignit son frère Abdelkader à Damas en 1856. Il y poursuivit ses études : grammaire, théologie et logique auprès de Mohamed al-Tantâwî, grammaire auprès de Mostefa ben al-Tahâmî (imam malikite de la Grande mosquée des Omeyyades, parent par alliance), tajwîd auprès de Youssef al-Maghribî à la Dâr al-Hadîth al-Ashrafiyya, et écouta son frère commenter les *Sahîh* d’al-Bukhârî et Muslim ainsi que les *Mawâqif* et *Futûhât Makkiyya* à son domicile. Il reçut le wird qadirite de Mohamed ‘Alî al-Kîlânî et de son frère,.
Il fut réputé pour son savoir, donna des cours chez lui et à la mosquée al-Anābī (quartier Bâb Srija à Damas).
Il partageait son temps entre invocations, lecture, écriture et visites. Il animait des séances de dhikr deux fois par semaine et respectait rigoureusement la prière en commun et la prière nocturne. Il fut estimé tant par les notables que par le peuple.
Auteur prolifique, il rédigea des traités de fiqh, des lettres mystiques et une chronique sur la vie de son frère Abdelkader. Ses œuvres comprennent *al-Jinnî al-Mustatâb* (sur l’audition spirituelle) et une explication du propos de l’imâm ‘Alî : « La science est un point que les ignorants ont multiplié ».
Le savant et écrivain damascène Abd al-Razzâq al-Baytâr l’évoque dans Hilyat al-Bashar en des termes élogieux, le décrivant comme un homme érudit, éloquent et de haute lignée.
Il mourut le mercredi 23 juillet 1902 (17 Rabiʿ ath-thani 1320 H) à Damas, fut inhumé au cimetière de Bab al-Saghir, près de la tombe de Bilal ibn Rabah, après des funérailles solennelles à la mosquée des Omeyyades.

## Œuvres
- Épître du fruit agréable (رسالة الجنى المستطاب) – une réfutation de ceux qui affirment que l’écoute (samā‘) émeut le cœur pour le Seigneur des seigneurs[9].
- Épître de la diffusion des perles et de leur élucidation sur le fait que la science est un point (رسالة نثر الدر وبسطه في بيان كون العلم نقطة)[10].
- Choix de ce qui réjouit les regards et charme ce qui s’inscrit dans les cahiers, exposant la raison de l’accession de l’émir Abdelkader au pouvoir dans la région de l’Algérie (نخبة ما تسر به النواظر وأبهج ما يسطر في الدفاتر في بيان سبب تولية الأمير عبد القادر في إقليم الجزائر)[11].